# جون روبرتسون (عالم)
جون روبرتسون (بالإنجليزية: John Mackinnon Robertson )‏ (و. 1856 – 1933 م) هو صحفي، وسياسي، وعالم اجتماع، واقتصادي بريطاني، ولد في جزيرة أران، كان عضوًا في الحزب الليبرالي، توفي في لندن، عن عمر يناهز 77 عاماً.

## مناصب
تولى منصب عضو برلمان المملكة المتحدة الـ30 (3 ديسمبر 1910–25 نوفمبر 1918)
- عضو برلمان المملكة المتحدة الـ29 (15 يناير 1910–28 نوفمبر 1910)
- عضو برلمان المملكة المتحدة الـ28 (12 يناير 1906–10 يناير 1910)
- عضو مجلس الشورى البريطاني.